# Toyota Sprinter Trueno

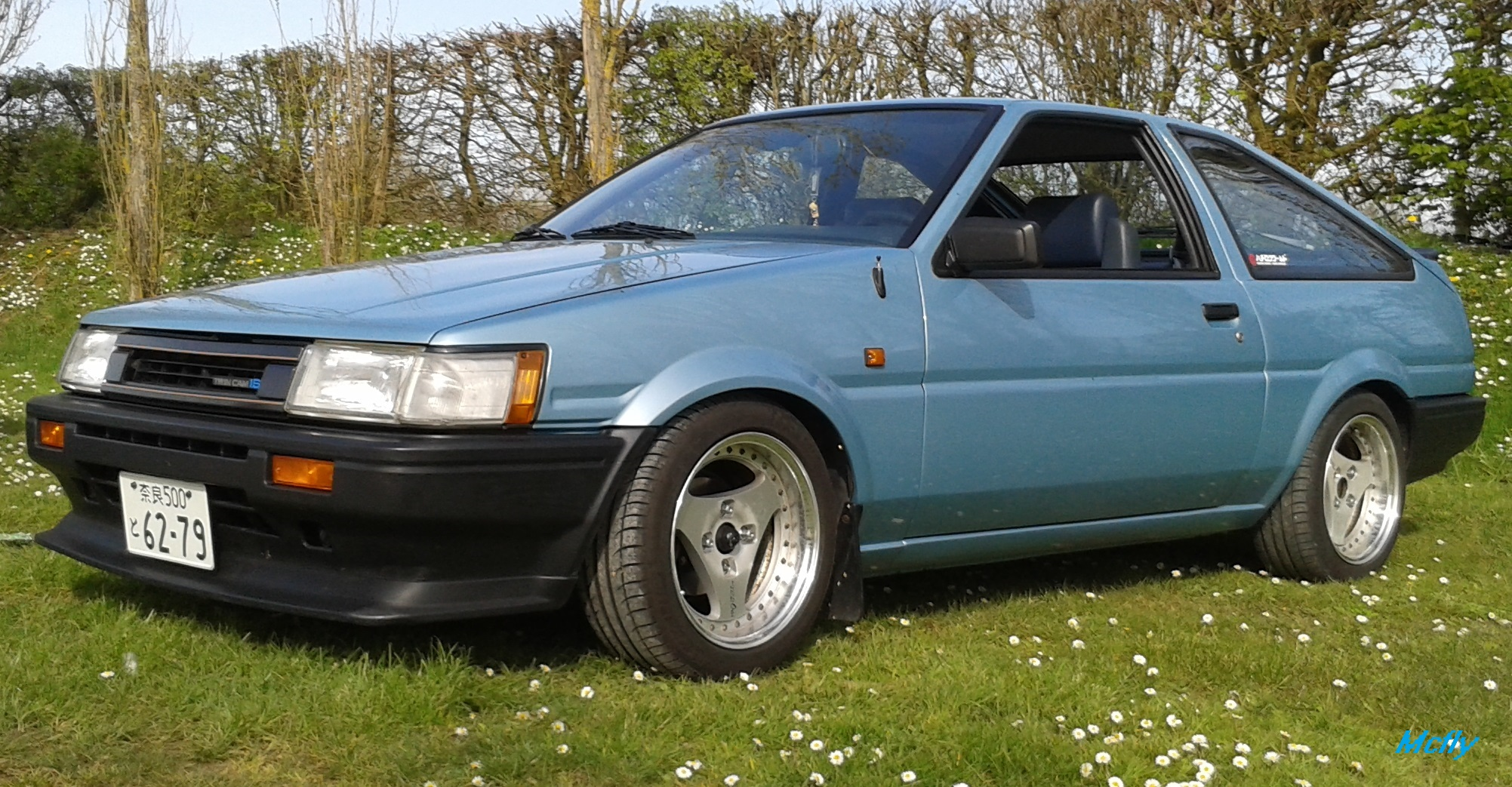
Toyota Corolla GT Levin

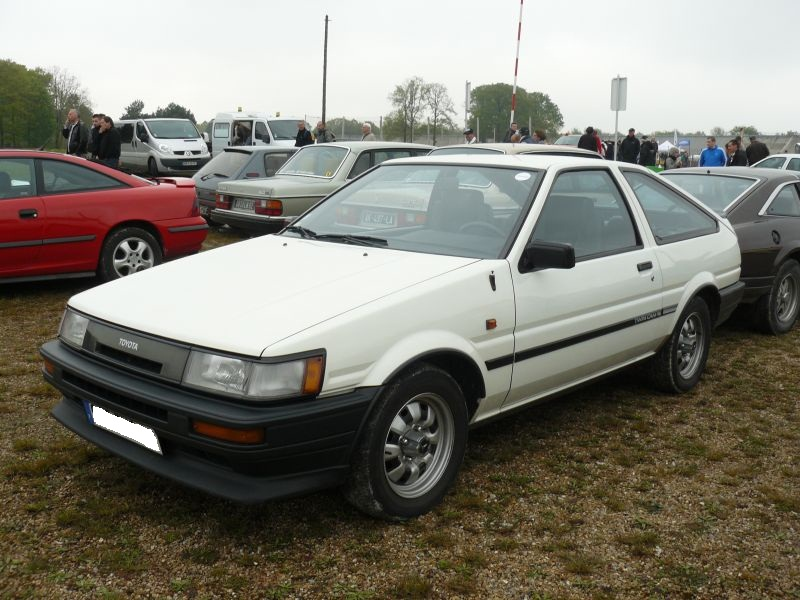
Toyota Corolla Sprinter GT

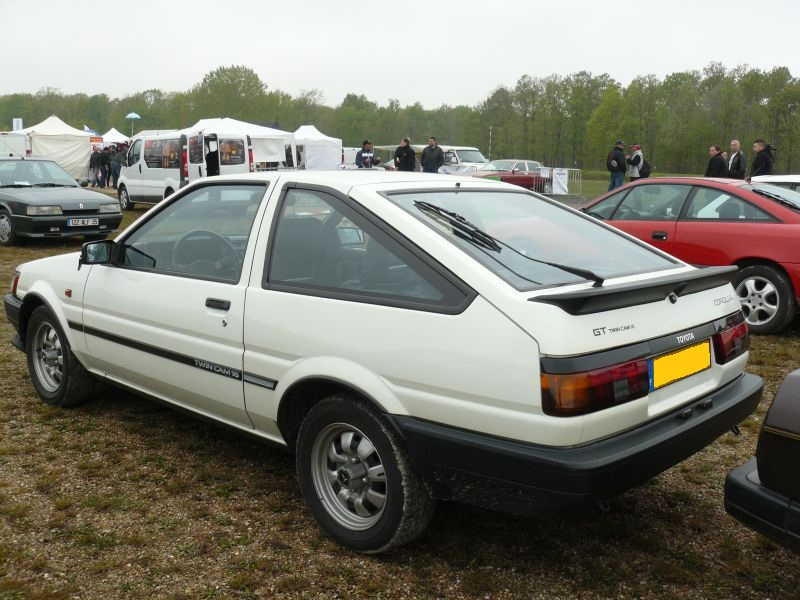
Toyota Corolla Sprinter GT

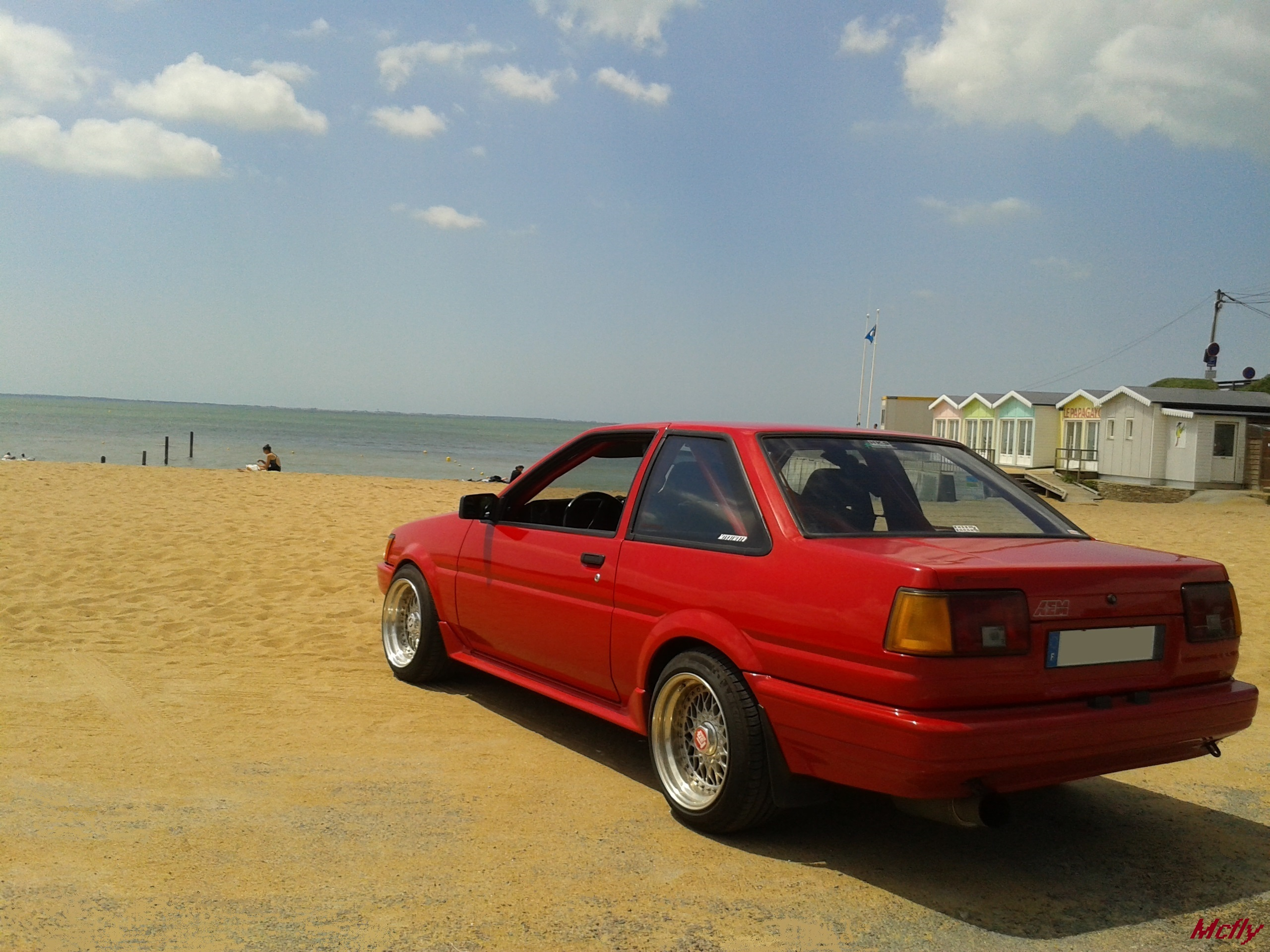
Toyota Corolla Coupé Levin

La Corolla Levin/Sprinter Trueno (AE86) est un modèle de voiture à propulsion commercialisé par Toyota en 1983 en tant qu’élément de la ligne Corolla de 5e génération. Pour simplifier, le code châssis-intérieur « AE86 » est utilisé pour décrire la gamme entière. Dans la classification classique de Toyota, le « A » représente le moteur monté dans la voiture (le 4A) et le E86 représente la 6e révision de la 5e génération (série E80) du modèle E qui est la Corolla.
Les principales différences entre une AE86 Trueno et une AE86 Levin résident dans :
- les phares et clignotants ;
- le pare-chocs avant ;
- les ailes avant ;
- le capot ;
- le design de la rampe de feux arrière (4 ampoules pour les Levin, 2 ampoules pour les Trueno).

La série comporte deux carrosseries :
- coupé ;
- liftback.

## Nom
Le nom Trueno dérive du mot espagnol pour tonnerre et Levin dérive du moyen anglais pour foudre. Au Japon, le Sprinter Trueno était exclusif aux concessionnaires Toyota Japan appelé Toyota Auto Store, tandis que le Corolla Levin était exclusif à Toyota Corolla Store.
Le nom AE86 dérive du code interne de Toyota lors du développement de la voiture, désignant le modèle RWD 1600 cc de la cinquième génération de la Corolla. Dans le langage de code de Toyota, le « A » désigne le moteur de la voiture (série 4A), « E » désigne la Corolla, « 8 » désigne la cinquième génération (série E80) et « 6 » désigne la variante au sein de cette génération.
L’AE86 est aussi appelé le « Hachi-Roku (ハチロク) », japonais pour « huit-six ». De même, l’AE85 était communément appelé « Hachi-Go (ハチゴー) », ce qui signifie « huit-cinq ». Mettant entre parenthèses un lifting externe mineur, les modèles commercialisés entre 1983 et 1985 sont appelés « zenki » (前期, lit. période précoce), et ceux commercialisés de 1986 à 1987 sont appelés « kouki » (後期, lit. dernière période).
En 1986, Toyota a commercialisé un modèle en édition limitée de l’AE86 sous le nom de modèle « Black Limited ».

## Moteur/technique
L’AE86 était disponible avec un moteur à quatre cylindres en ligne de 4A-GE de 1 587 cc (1,6 L; 96,8 cu in) atmosphérique, un moteur à quatre soupapes par cylindre à DACT, au Japon et en Europe, qui a également été utilisé dans la première génération de MR2 G Limited (AW11), Celica 1600GT-R (AA63) et Carina 1600GT (AA63) (Japon uniquement) avec un taux de compression de 9,4:1. Il avait une puissance brute SAE maximale de 130 ch (128 ch; 96 kW) à 6 600 tr/min et 110 lb⋅ft (149 N⋅m) à 5 200 tr/min de couple sous forme standard bien qu’il ait ensuite été abaissé à 120 ch (118 ch; 88 kW) et 105 lb⋅ft (142 N⋅m) en puissance nette. Les moteurs 4A-GE utilisés dans les AE86 et AW11 étaient également équipés d’une injection de carburant à orifice électronique Denso et d’une géométrie d’admission variable T-VIS.
En Amérique du Nord, un moteur 4A-GEC modifié a été utilisé pour se conformer à la réglementation californienne sur les émissions. La puissance était évaluée à 112 ch (114 ch; 84 kW) et 100 lb⋅ft (136 N⋅m) de couple.
L’AE86 utilisait des freins à disque ventilés. La voiture était équipée d’une suspension indépendante de style jambe de force MacPherson à l’avant et d’un essieu moteur à quatre bras avec ressorts hélicoïdaux pour l’arrière ainsi que de barres stabilisatrices, avant et arrière, et d’un LSD en option. L’AE86 était livrée avec une boîte de vitesses manuelle à 5 vitesses, et plus tard avec l’option d’une boîte automatique.
Les modèles AE86 de spécification supérieure connus sous le nom de Sport GT-S comportaient le DACT 4A-GE, des freins à disque aux 4 roues, des pare-chocs de couleur assortie, un entourage de pare-chocs inférieur avant avait une lèvre beaucoup plus sportive et prononcée, les panneaux de porte étaient moulés, la ligne rouge du tachymètre est d’environ 7 500, le volant enroulé, les sièges avaient des toits enveloppés de cuir (les sièges avant sont complètement différents du Sport SR5), roues en option LSD et en aluminium, le code du châssis dans le VIN est AE88 (pour les voitures du marché nord-américain).
Les modèles américains AE86 SR5 de spécification inférieure utilisaient l’unité SOHC 4A-C de 1 587 cc (1,6 L), l’extrémité arrière SR5 était un non-LSD avec freins à tambour. Le modèle SR5 avait également une suspension plus douce et de petits changements de style et d’intérieur tels que les sièges, le groupe de jauges, les panneaux de porte, les pare-chocs avant et arrière non peints, et la partie inférieure de l’entourage du pare-chocs avant est plus courte et plate, et son code de châssis dans le VIN diffère ainsi que AE86 pour le modèle SR5 (pour les voitures du marché nord-américain).
Les modèles équipés du moteur 4A-GE ont reçu un différentiel arrière de 6,7 pouces (170 mm), tandis que les modèles 4A-U et 4A-C ont reçu un différentiel arrière plus petit et plus faible de 6,38 pouces (162 mm).
L’AE86 SR5 (équipée de 4A-C) avait une transmission automatique en option, bien que le modèle GT-S (avec le moteur 4A-GE DOHC) ne soit livré qu’avec une boîte de vitesses manuelle à 5 vitesses standard.

## Styles de carrosserie
La Trueno comportaient des phares rétractables, tous deux disponibles en berline ou en coupé. Le nom du modèle d’exportation Corolla s’applique aux deux variantes. L’AE86 (avec les versions inférieures de 1 452 cc (1,5 L; 88,6 cu in) AE85 et 1 587 cc (1,6 L; 96,8 cu in) SR5) était à propulsion
, construite sur la plate-forme E70 Corolla à propulsion (même longueur d’empattement, pièces interchangeables, etc.), contrairement aux modèles E80 à traction de la même gamme.

## Modèles
Au Japon, le DOHC 4A-GEU AE86 était proposé en versions GT, GT-APEX et GTV comme la Corolla Levin ou le Sprinter Trueno. 
En Amérique du Nord, la DOHC 4A-GEC haut de gamme a été vendue sous le nom de Corolla Sport GT-S[23] (avec AE86 sur la plaque de construction dans le compartiment moteur mais AE88 dans le VIN), la SOHC 4A-C étant vendue sous le nom de Corolla Sport SR5[23] (avec AE86 sur la plaque de construction et dans le VIN). Les deux versions ont été vendues avec des phares pop-up Trueno et des feux arrière Levin. 
Les modèles Euro spec ont été vendus sous le nom de Corolla GT avec des moteurs à DACT et des phares fixes de style Levin.
Le Moyen-Orient a reçu le même modèle de base que le marché nord-américain, avec des phares pop-up et les pare-chocs réglementés de 5 mph (8 km/h).
L’AE86 la plus légère est le modèle japonais GT 2 portes qui pèse 900 kg (1 984 lb). [7] Il a le même extérieur que la version GTV, mais avec l’intérieur de l’AE85 à l’exception des jauges, et est équipé de freins à tambour arrière.

### Amériques
Il existe trois types de Corolla Sport RWD pour le marché américain : DX, SR5 et GT-S, bien que la DX soit généralement une désignation interne de Toyota, car les brochures et la publicité n’incluent pas la désignation DX; [19] il se composait d’un niveau de finition inférieur, de pièces de suspension plus légères et autres.
- Années modèles de production : 1983 à 1987
- Versions : DX, SR5 et GT-S (85+ uniquement))
- coefficient de traînée de Cd=0,39

Notez que le VIN et le code du châssis ne correspondent pas pour tous les modèles.

#### Spécifications DX & SR5
- Les 7 premiers caractères du VIN : JT2AE85 (DX) ou JT2AE86 (SR5)
- Code du châssis: AE86 (qui peut différer du VIN)
- Puissance : 87 ch (65 kW ; 88 ch) à 4800 tr/min
- Couple : 115 N⋅m (85 lb⋅ft) à 2800 tr/min
- Poids : environ 2 200 à 2 300 lb (998 à 1 043 kg)
- Moteur : 4A-C, 1 587 cc (1,6 L ; 96,8 cu in)
- Type de moteur: SOHC 8 soupapes Inline-4 à carburateur
- Transmission M / T: T50, volant d’inertie à 6 boulons
- Transmission A / T: A42DL, overdrive à 4 vitesses avec convertisseur de couple de verrouillage, à commande mécanique, avec overdrive à engagement électronique
- Compression: 9.0: 1
- Différentiel: 6,38 pouces (162 mm) ouvert avec rapport 4,10: 1, 2 pignons (automatique) (S292) ou 3,91: 1, 4 pignons (5 vitesses) (S314)
- Roues/pneus : jantes décalées 13×5 » +33 mm avec pneus 185/70R13

#### Spécifications GT-S
- Les 7 premiers caractères du VIN : JT2AE88
- Code du châssis: AE86 (qui diffère du VIN)
- Puissance : 112 ch (84 kW ; 114 ch) à 6600 tr/min
- Couple : 132 N⋅m (97 lb⋅ft) à 4800 tr/min
- Poids : environ 2 200 à 2 300 lb (998 à 1 043 kg)
- Moteur : 4A-GE, 1 587 cc (1,6 L; 96,8 cu in)
- Type de moteur: DACT 16 soupapes Inline-4 AFM Multiport Fuel Injection w / T-VIS
- Transmission: T50, volant d’inertie à 8 boulons
- Taille de l’injecteur: env. 180 cc (11 cu in), faible impédance
- Compression: 9.4: 1
- Différentiel: 6,7 pouces (170 mm) Ouvert (T282) ou LSD en option (T283) avec rapport 4,30: 1, 2 pignons
- Roues/pneus : jantes décalées 14×5,5 » +27 mm avec pneus 185/60R14 82H (195/60R14 85H pour les modèles 86+.

### Australie
La AE86 a été vendu en 3 portes sous le nom de Toyota Sprinter. Elle était équipée des phares Levin fixes et des feux arrière de la Trueno 3 portes.

### Europe
En Europe, seul le modèle Levin a été commercialisé (AE86). En France, en Espagne et au Portugal, il s’agissait du modèle Levin à trois portes alors que la Belgique, les Pays-Bas et l’Allemagne ont disposé du modèle deux portes.
En France, la voiture était vendue sous le nom de Toyota Corolla GT.

### Japon
Plusieurs motorisations avec des dénominations différentes suivant les modèles ont été commercialisées : l'AE86 sort au Japon en 1983 et est produite jusqu'en 1987. En 1985, la face avant est légèrement redessinée. Les AE86 de 1983 à 1985 sont dites Zenki et celles de 1985 à 1987 sont dites Kouki. Au Japon, l'AE86 existe avec 2 faces avant différentes :
- la Corolla Levin qui possède des phares avant fixes ;
- la Sprinter Trueno qui possède des phares avant rétractables dit pop-up.

Il existe 2 types de carrosseries pour la Levin et la Trueno :
- 3 doors Hatchback ;
- 2 doors Coupé.

#### 3 portes
- Levin 1600 GT APEX (AE86) (moteur 4A-GE 1600 Twin Cam)
- Levin 1600 GTV (AE86) (moteur 4A-GE 1600 Twin Cam)
- Levin 1600 SR (AE86) (moteur 4A-C 1600 sohc) (modèle importé en Suisse mais pas en France)
- Levin 1500 SR (AE85) (moteur 3A-U 1500 sohc)
- Trueno 1600 GT APEX (AE86) (moteur 4A-GE 1600 Twin Cam)
- Trueno 1600 GTV (AE86) (moteur 4A-GE 1600 Twin Cam)
- Trueno 1500 SR (AE85) (moteur 3A-U 1500 sohc)

#### 2 portes
- Levin 1600 GT APEX (AE86) (moteur 4A-GE 1600 Twin Cam)
- Levin 1600 GT (AE86) (moteur 4A-GE 1600 Twin Cam)
- Levin 1500 SE (AE85) (moteur 3A-U 1500 sohc)
- Levin 1500 LIME (AE85) (moteur 3A-U 1500 sohc)
- Levin 1500 GL (AE85) (moteur 3A-U 1500 sohc)
- Trueno 1600 GT APEX (AE86) (moteur 4A-GE 1600 Twin Cam)
- Trueno 1600 GT (AE86) (moteur 4A-GE 1600 Twin Cam)
- Trueno 1500 SE (AE85) (moteur 3A-U 1500 sohc)
- Trueno 1500 XL lissé (AE85) (moteur 3A-U 1500 sohc)
- Trueno 1500 XL (AE85) (moteur 3A-U 1500 sohc)

## Sport automobile
Cette voiture a participé au JTC (All Japan Touring Car Championship). Elle a gagné contre des Mitsubishi Stallion et Nissan Skyline, qui avaient une cylindrée de plus de 2 litres, et a remporté le championnat général à Sportsland SUGO en 1985 et 1986.
En 1986 et 1987, Chris Hodgets a remporté le championnat des pilotes au BTCC (British Touring Car Championship) en battant des modèles comme la Ford Sierra et la BMW 635CSi.
Comme ce modèle est l'un des rares véhicules japonais en compétition au ETC (Championnat d’Europe des voitures de tourisme), il a gagné en popularité auprès de plusieurs participants, et a remporté la catégorie dans les Groupes A et Div.1 des 24 Heures de Spa-Francorchamps 1983.
Il a gagné en popularité non seulement sur le circuit, mais aussi dans les rallyes. En ce qui concerne les rallyes nationaux, un grand nombre d’AE86 ont été engagées, principalement par des corsaires, du Championnat du Japon aux événements locaux, pour des raisons telles que le fait qu’une grande quantité de carrosseries faciles à manipuler, robustes et peu coûteuses et des pièces peu coûteuses riches en variations ont été fournies. Par conséquent, la part de marché était écrasante, mais dans la catégorie supérieure du All Japan Rally Championship, la Lancer Turbo (Tasca Engineering = ADVAN Rally Team) de la voiture turbo de 1,8 L utilisée par certaines équipes de premier plan et la Fairlady Z turbo de 3,0 L ( NISMO) et n’a pas remporté le titre.
En 1984 et 1985, Kiichiro Yokota, qui a continué à défier le rallye Paris-Dakar avec une voiture à deux roues motrices sans modifications à la voiture de production, a choisi la Levin (2 portes) comme successeur de la Karina de troisième génération. Cependant, le résultat a été la retraite.
La catégorie GT300 du All Japan GT Championship (JGTC) a également été disputée par l’AE86 modifiée par KRAFT. Le moteur est une version 3S-GTE désaccordée pour la classe GT500. Le train de roulement a été conservé dans le nom du modèle en tant que suspension normale par règlement, mais il a été modifié à un point tel qu’il n’a pas conservé sa forme d’origine. Bien qu’il ait terminé 5e et n’ait pas pu atteindre le podium, il a attiré beaucoup d’attention en raison de la popularité du manga Initial D.

## Différence avec l'AE85
Le châssis entre la 85 est identique à celui de la 86. Les conversions AE85 en AE86 se font couramment, bien qu'il existe quelques différences mécaniques entre l'AE85 et l'AE86 :
- Moteur DOHC pour l'AE86 et SOHC pour l'AE85
- Suspensions
- Pont autobloquant sur AE86 et pas sur AE85
- Maître cylindre d’embrayage
- 4 freins à disques sur l'AE86 et freins à tambours à l'arrière sur l'AE85.

## Note
La Trueno GT APEX AE86 est la voiture vedette dans le manga Initial D, elle y est nommée "Hachi-Roku" (八六, 86). La Levin AE85 Et la Levin AE86 sont aussi présentes. La première est nommée "Hachi-GO" (85 en japonais).
Cette voiture est également reprise dans plusieurs jeux : Forza Motorsport 2, 3, 4 et 5, Forza Horizon 1, 2, 3, 4 et 5. La série des Need for Speed : Shift 2: Unleashed, The Run, Assetto Corsa, Need for Speed: Carbon, Need for Speed: Underground 2 ou dans Gran Turismo. La raison derrière cette utilisation d'un modèle dépassé dans des jeux "récents" provient de la raison même de sa renommée actuelle sur les circuits : peu puissante mais légère avec un châssis rigide. De plus, cette voiture est considérée par beaucoup comme la reine du drift et du downhill.
La demande pour un retour de l'AE86 a été entendue par Toyota puisqu'un coupé sport propulsé, sur base de moteur Subaru boxer est sorti en 2012 avec la Toyota GT86.